# Airaphilus perangustus
Airaphilus perangustus is een keversoort uit de familie spitshalskevers (Silvanidae). De wetenschappelijke naam van de soort werd in 1943 gepubliceerd door Lindberg.